# Demina anigis
Demina anigis är en insektsart som beskrevs av Medler 2000. Demina anigis ingår i släktet Demina och familjen Flatidae. Inga underarter finns listade i Catalogue of Life.